# André Le Fèvre
André Le Fèvre (Arnhem, 12 dicembre 1898 – L'Aia, 6 novembre 1977) è stato un calciatore olandese, di ruolo centrocampista.

## Carriera

### Club
Ha sempre giocato nel campionato olandese.

### Nazionale
Ha rappresentato la Nazionale del proprio paese alle Olimpiadi del 1924.